# Daria (piosenkarka)
Daria Marx, właśc. Daria Marcinkowska (ur. 25 października 1995 w Mikołowie) – polska piosenkarka, kompozytorka, autorka tekstów piosenek i producentka muzyczna.

## Życiorys
Pochodzi z Łazisk Górnych. W wieku siedmiu lat zapisała się do przykościelnej scholi. W wieku 18 lat wyjechała do Londynu na pięcioletnie studia w London College of Music. W trakcie nauki zaśpiewała m.in. przed szwedzką rodziną królewską.
Jesienią 2019 uczestniczyła w 10. edycji talent show TVP2 The Voice of Poland; odpadła na etapie tzw. bitew. Po udziale w programie podpisała kontrakt płytowy z niemiecką wytwórnią Pelican Songs. W kwietniu 2020 wydała singel „Leave a Sign”, który nagrała z Carsky’im. 
26 marca 2021 wydała utwór „Love Blind”, który trafił na polskie listy przebojów. 8 października tego samego roku wydała singiel „Paranoia”, który już w pierwszym tygodniu od premiery wszedł na listę AirPlay – Top, a także był grany w rosyjskich radiostacjach. 19 lutego 2022 z tym utworem zajęła drugie miejsce w finale polskich preselekcji do Konkursu Piosenki Eurowizji 2022. 25 marca tego samego roku z duetem DJ-skim Kush Kush wydała singel „Never Ending Story”, z którym dotarła do pierwszego miejsca zestawienia AirPlay – Top. Wiosną 2023 zajęła drugie miejsce w finale 18. edycji programu rozrywkowego Twoja twarz brzmi znajomo w telewizji Polsat. W lutym 2025 z utworem „Let It Burn” zajęła ostatnie, 11. miejsce w finale polskich eliminacji do 69. Konkursu Piosenki Eurowizji.

## Dyskografia

### Single
Jako główna artystka
| Rok | Tytuł                                 | Najwyższe pozycje na listach | Najwyższe pozycje na listach | Najwyższe pozycje na listach | Certyfikat                | Sprzedaż        | Album |
| Rok | Tytuł                                 | POL                          | POL                          | POL                          | Certyfikat                | Sprzedaż        | Album |
| Rok | Tytuł                                 | AirPlay                      | AirPlay Nowości              | AirPlay TV                   | Certyfikat                | Sprzedaż        | Album |
| --- | ------------------------------------- | ---------------------------- | ---------------------------- | ---------------------------- | ------------------------- | --------------- | ----- |
| 2021 | „Love Blind”                          | 5                            | 5                            | 2                            | - POL: złota płyta        | - POL: 25 000+  | –     |
| 2021 | „Paranoia”                            | 1                            | 2                            | 2                            | - POL: 3× platynowa płyta | - POL: 150 000+ | –     |
| 2022 | „Never Ending Story” (oraz Kush Kush) | 1                            | 1                            | 1                            | - POL: złota płyta        | - POL: 25 000+  | –     |
| 2022 | „Lowkey” (oraz Pelican)               | –                            | –                            | –                            | brak                      | brak danych     | –     |
| 2023 | „Truth”                               | 11                           | X                            | X                            | brak                      | brak danych     | –     |
| 2023 | „Bad Pattern”                         | –                            | X                            | X                            | brak                      | brak danych     | –     |
| 2023 | „Feelings”                            | 10                           | X                            | X                            | brak                      | brak danych     | –     |
| 2024 | „Va Banque” (oraz Julia Żugaj)        | –                            | X                            | X                            | brak                      | brak danych     | –     |
| 2024 | „Gave You My Heart”                   | –                            | X                            | X                            | brak                      | brak danych     | –     |
| 2024 | „Prince Charming”                     | –                            | X                            | X                            | brak                      | brak danych     | –     |
| 2025 | „Let It Burn”                         | –                            | X                            | X                            | brak                      | brak danych     | –     |
| „–” oznacza, że singel nie był notowany na danej liście. „X” oznacza, że lista nie istniała w danym okresie. |                                       |                              |                              |                              |                           |                 |       |

Jako artystka gościnna
| Rok  | Tytuł                                          | Album |
| ---- | ---------------------------------------------- | ----- |
| 2020 | „Leave a Sign” (Carsky, gościnnie: Daria Marx) | –     |

### Utwory dla innych artystów
| Rok  | Wykonawca         | Album | Utwór            | Uwagi     | Źr.    |
| ---- | ----------------- | ----- | ---------------- | --------- | ------ |
| 2020 | Lavern Quinn      | –     | „Disappointment” | tekst     | [ 34 ] |
| 2022 | Sylwia Grzeszczak | –     | „Dżungla”        | produkcja | [ 35 ] |

### Teledyski
| Tytuł                  | Rok                  | Reżyseria            | Scenariusz           | Producent                   | Źr.                  |
| Jako główna artystka   | Jako główna artystka | Jako główna artystka | Jako główna artystka | Jako główna artystka        | Jako główna artystka |
| ---------------------- | -------------------- | -------------------- | -------------------- | --------------------------- | -------------------- |
| „Love Blind”           | 2021                 | HypeVision           | HypeVision           | HypeVision                  | [ 36 ]               |
| „Paranoia”             | 2021                 | Dawid Ziemba         | Kuba Kapała          | Artur Strączek, Kuba Kapała | [ 37 ]               |
| „Never Ending Story”   | 2022                 | Dawid Ziemba         | Dawid Ziemba         | Artur Strączek, Kuba Kapała | [ 38 ]               |
| „Lowkey”               | 2022                 | Dawid Ziemba         | Dawid Ziemba         | Artur Strączek, Kuba Kapała | [ 39 ]               |
| „Truth”                | 2023                 | Dawid Ziemba         | Dawid Ziemba         | Artur Strączek, Kuba Kapała | [ 40 ]               |
| „Bad Pattern”          | 2023                 | Dawid Ziemba         | Dawid Ziemba         | Artur Strączek, Kuba Kapała | [ 41 ]               |
| Jako artystka gościnna |                      |                      |                      |                             |                      |
| „Leave a Sign”         | 2020                 | Improbros            | Improbros            | Improbros                   | [ 42 ]               |